# Aleksiej Pieriewierziew
Aleksiej Pietrowicz Pieriewierziew (ros. Алексей Петрович Переверзев, ur. 20 lipca 1949 w Baku) – radziecki lekkoatleta, skoczek w dal.
Zajął 12. miejsce w skoku w dal na halowych mistrzostwach Europy w 1974 w Göteborgu. Na kolejnych halowych mistrzostwach Europy w 1975 w Katowicach wszystkie trzy próby miał nieważne.
Zdobył brązowy medal w skoku w dal na letniej uniwersjadzie w 1975 w Rzymie. Na halowych mistrzostwach Europy w 1976 w Monachium zajął 5. miejsce w tej konkurencji.
Wystąpił na igrzyskach olimpijskich w 1976 w Montrealu, gdzie zajął 10. miejsce. Zajął 12. miejsce na halowych mistrzostwach Europy w 1977 w San Sebastián.
Pieriewierziew był halowym mistrzem ZSRR w skoku w dal w 1974 i 1975.
Jego rekord życiowy w skoku w dal wynosił 8,21 m, ustanowiony 22 maja 1976 w Kijowie.